# Trichoxenia cineraria
Trichoxenia cineraria är en stekelart som först beskrevs av Walker 1871.  Trichoxenia cineraria ingår i släktet Trichoxenia och familjen bredlårsteklar. Inga underarter finns listade i Catalogue of Life.